# Operació Estiu '95
Operació Estiu '95 (croat: Operacija Ljeto '95) va ser una ofensiva militar conjunta de l'Exèrcit croat (HV) i el Consell de Defensa de Croàcia (HVO) que va tenir lloc al nord-oest de Livanjsko Polje, i al voltant de Bosansko Grahovo i Glamoč a l'oest de Bòsnia i Hercegovina. L'operació es va dur a terme entre el 25 i el 29 de juliol de 1995, durant la Guerra d'Independència de Croàcia i la Guerra de Bòsnia. La força d'atac de 8.500 soldats comandada pel tinent general d'HV Ante Gotovina va trobar inicialment una forta resistència del 2n Cos de Krajina de l'Exèrcit de la República Srpska (VRS) de 5.500 homes. L'HV/HVO va fer retrocedir el VRS, capturant uns 1,600 quilometres quadrats (620 milles quadrades) de territori i, en conseqüència, interceptant la carretera Knin — Drvar — una ruta de subministrament crítica de l'autodeclarada República de Krajina Sèrbia (RSK). L'operació no va aconseguir el seu objectiu principal declarat d'allunyar les unitats del VRS de la ciutat assetjada de Bihać, però va col·locar l'HV en posició per capturar la capital de la RSK Knin en l'Operació Tempesta dies després.

## Motiu
L'agost de 1990 es va produir una revolució a Croàcia; es va centrar a les zones predominantment poblades per serbis de l'interior de Dalmàcia al voltant de la ciutat de Knin, i en parts de les regions de Lika, Kordun i Banovina, i assentaments a l'est de Croàcia amb importants poblacions sèrbies. Posteriorment, les zones van ser anomenades República de Krajina Sèrbia (RSK). Després de declarar la seva intenció d'integrar-se amb Sèrbia, el govern de Croàcia va declarar la RSK una rebel·lió. Al març de 1991, el conflicte es va convertir en la Guerra d'Independència de Croàcia. El juny de 1991, Croàcia va declarar la seva independència quan Iugoslàvia es va desintegrar. Va seguir una moratòria de tres mesos, després de la qual la decisió va entrar en vigor el 8 d'octubre. L'RSK va iniciar una campanya de neteja ètnica contra els civils croats, i la majoria dels no serbis van ser expulsats a principis de 1993. El novembre de 1993, menys de 400 croats d'ètnia romanien a l'àrea protegida per l'ONU coneguda com a Sector Sud i 1.500 més. – 2.000 es van quedar al Sector Nord.
La Guàrdia Nacional de Croàcia (ZNG) es va formar el maig de 1991 perquè l'Exèrcit Popular iugoslau (JNA) donava cada cop més suport a la RSK i la policia croata no va poder fer front a la situació. El ZNG va ser rebatejat com a HV al novembre. L'establiment de les Forces Armades de la República de Croàcia es va veure obstaculitzat per un embargament d'armes de l'ONU introduït al setembre. Els darrers mesos de 1991 van veure els combats més ferotges de la guerra, que van culminar amb la Batalla de les Barraques, el setge de Dubrovnik i la Batalla de Vukovar.
El gener de 1992, els representants de Croàcia, el JNA i l'ONU van signar l'Acord de Sarajevo, i els combats entre les dues parts es van aturar. Després d'una sèrie d'altos el foc sense èxit, la Força de Protecció de les Nacions Unides (UNPROFOR) es va desplegar a Croàcia per supervisar i mantenir l'acord. Es va desenvolupar un estancament a mesura que el conflicte va evolucionar cap a una guerra de trinxeres estàtica, i el JNA aviat es va retirar de Croàcia a Bòsnia i Hercegovina, on es preveia un nou conflicte. Sèrbia va continuar donant suport a la RSK, però una sèrie d'avenços de l'HV van restaurar petites àrees al control croat a mesura que es va aixecar el setge de Dubrovnik, i l'Operació Maslenica va donar lloc a petits guanys tàctics. En resposta als èxits de HV, la RSK va atacar de manera intermitent diverses ciutats i pobles croats amb artilleria i míssils.
Quan el JNA es va desvincular de Croàcia, el seu personal es va preparar per establir un nou exèrcit serbi de Bòsnia; Els serbis de Bòsnia van declarar la República Sèrbia de Bòsnia i Hercegovina el 9 de gener de 1992. Entre el 29 de febrer i l'1 de març de 1992 es va celebrar un referèndum sobre la independència de Bòsnia i Hercegovina — més tard es citaria com a pretext per a la guerra de Bòsnia— Els serbis de Bòsnia van establir barricades a la capital Sarajevo i en altres llocs l'1 de març, i l'endemà es van registrar les primeres víctimes mortals de la guerra a Sarajevo i Doboj. En els últims dies de març, l'exèrcit serbi de Bòsnia va començar a bombardejar Bosanski Brod, i Sarajevo va ser atacada el 4 d'abril.
L'exèrcit serbi de Bòsnia — com a Exèrcit de la República Srpska (VRS) després de la proclamació de l'estat de la República Srpska al territori controlat pels serbis de Bòsnia— es va integrar plenament amb el —. A mesura que avançava el 1992, controlava al voltant del 70% de Bòsnia i Hercegovina. Això es va aconseguir mitjançant una campanya a gran escala de conquesta territorial i neteja ètnica que va comptar amb el suport militar i financer de la República Federal de Iugoslàvia. La guerra, que originalment va enfrontar els serbis bosnians amb els no serbis, es va convertir en un conflicte a tres bandes el 1993, quan l'aliança croat  – bosnià es va deteriorar i va esclatar la guerra croat-bosnia. Els croats de Bòsnia van declarar un estat d'Herzeg-Bòsnia amb la intenció d'unir-se finalment a Croàcia. Això era incompatible amb les aspiracions dels bosnians d'establir un estat unitari enfrontat a les demandes de partició del país. La VRS va participar en la Guerra d'Independència de Croàcia amb una capacitat limitada, mitjançant ajuts militars i altres ajuts a la RSK, atacs aeris ocasionals llançats des de Banja Luka i, sobretot, a través d'atacs d'artilleria contra centres urbans, mentre que l'extensió del territori que controlava no va canviar significativament fins al 1994.
La neteja ètnica a Bòsnia i Hercegovina es va produir a una escala més gran que a la RSK, i tots els grups ètnics principals es van convertir en víctimes de violència per motius ètnics. El conflicte va produir un gran nombre de persones desplaçades. S'estima que a finals de 1994 hi havia més d'un milió de refugiats a les zones de Bòsnia i Hercegovina fora del control del VRS, mentre que la població total de la zona era d'uns 2,2 milions. Uns 720.000 bosnians, 460.000 serbis i 150.000 croats van fugir del país. Croàcia va acollir una gran proporció dels refugiats bosnians i croats; el novembre de 1992 hi havia al voltant de 333.000 refugiats registrats de Bòsnia i Hercegovina a Croàcia i uns 100.000 no registrats. Els refugiats van abandonar les seves llars en diferents circumstàncies. La violència ètnica comesa pels serbis de Bòsnia contra els civils va provocar el major nombre de víctimes civils a la guerra de Bòsnia, que va culminar amb la massacre de Srebrenica de 1995.

## Preludi
El novembre de 1994, el setge de Bihać — una batalla de la guerra de Bòsnia — va entrar en una etapa crítica quan la VRS i l'RSK van estar a prop de capturar la ciutat. Zona estratègica des del juny de 1993, Bihać havia estat una de les sis àrees segures de les Nacions Unides establertes a Bòsnia i Hercegovina. L'administració nord-americana va considerar que si les forces sèrbies capturaven la ciutat, la guerra s'intensificaria i provocaria el pitjor desastre humanitari de la guerra fins a aquest punt. Els Estats Units, França i el Regne Unit estaven dividits sobre la protecció de la zona. Els EUA van demanar atacs aeris contra la VRS, però els francesos i els britànics s'hi van oposar, citant preocupacions de seguretat i el desig de mantenir la neutralitat de les tropes franceses i britàniques que serveixen amb la UNPROFOR a Bòsnia i Hercegovina. Al seu torn, els EUA no estaven disposats a comprometre tropes terrestres. Segons David Halberstam, els europeus van reconèixer que els Estats Units eren lliures de proposar una confrontació militar amb els serbis tot confiant en les potències europees per bloquejar qualsevol moviment d'aquest tipus. El president francès François Mitterrand va desanimar qualsevol intervenció militar, ajudant molt l'esforç de guerra serbi. La posició francesa es va invertir després que Jacques Chirac es convertís en president de França el maig de 1995; Chirac va pressionar els britànics perquè adoptessin un enfocament més agressiu. Negar Bihać als serbis també era estratègicament important per a Croàcia, i el cap de l'estat major croat, el general Janko Bobetko, va considerar que la caiguda de Bihać posaria fi a l'esforç de guerra de Croàcia.
El març de 1994, es va signar l'Acord de Washington, que va posar fi a la guerra entre Croàcia i Bòsnia, i va proporcionar a Croàcia assessors militars nord-americans de la Military Professional Resources Incorporated (MPRI). La participació dels EUA reflectia una nova estratègia militar avalada per Bill Clinton el febrer de 1993. Com que l'embargament d'armes de l'ONU encara estava vigent, el MPRI va ser contractat ostensiblement per preparar l'HV per a la participació en el programa de l'Associació per a la Pau de l'OTAN . Van formar oficials i personal d'HV durant 14 setmanes de gener a abril de 1995. També s'ha especulat en diverses fonts, — The New York Times i diversos informes de mitjans serbis, — que el MPRI podria haver proporcionat consells doctrinals, planificació d'escenaris i intel·ligència per satèl·lit del govern dels EUA a Croàcia. MPRI, Funcionaris nord-americans i croats han negat aquestes afirmacions. El novembre de 1994, els EUA van posar fi unilateralment a l'embargament d'armes contra Bòsnia i Hercegovina, permetent que l'HV s'aprovisionés a mesura que els enviaments d'armes fluïen per Croàcia.
L'Acord de Washington també va donar lloc a una sèrie de reunions entre el govern i els oficials militars croats i nord-americans celebrades a Zagreb i Washington, DC El 29 de novembre de 1994, els representants croats van proposar atacar el territori controlat pels serbis des de Livno a Bòsnia i Hercegovina, per treure una part de la força que assetjava Bihać i evitar la seva captura pels serbis. Com que els funcionaris nord-americans no van donar resposta a la proposta, l'estat major croat va ordenar el mateix dia l'operació Winter '94, que la portaven a terme l'HV i el Consell de Defensa de Croàcia (HVO) — la principal força militar dels croats bosnians. A més de contribuir a la defensa de Bihać, l'atac va desplaçar la línia de contacte de l'HV i l'HVO més a prop de les rutes de subministrament de la RSK.
El 17 de juliol, els militars de la RSK i la VRS van iniciar l'Operació Sword-95, una empenta per capturar Bihać ampliant els guanys obtinguts durant l'Operació Spider . El moviment va proporcionar a HV l'oportunitat d'estendre els seus guanys territorials de l'operació Winter '94 avançant des de la vall de Livno. El 22 de juliol, el president de Croàcia Franjo Tuđman i el president de Bòsnia i Hercegovina Alija Izetbegović van signar l'Acord de Split sobre defensa mútua, que permetia el desplegament a gran escala de l'HV a Bòsnia i Hercegovina.

## Ordre de batalla
L'HV i l'HVO van desplegar el Grup Operacional Rujani, una força combinada controlada pel Cos Split HV sota el comandament del tinent general Ante Gotovina. El Grup Operatiu comprenia aproximadament 8.500 soldats disposats en dos grups, i es dirigia contra Bosansko Grahovo i Glamoč. Les tropes de l'HVO es van desplegar contra Glamoč i la força de l'HV es va disposar a les zones de Glamoč i Bosansko Grahovo. La força de defensa estava formada per aproximadament 5.500 soldats extrets del 2n Cos de Krajina del VRS, comandat pel general de comandament Radivoje Tomanić. El 2n Cos de Krajina va ser recolzat pel grup de batalla Vijuga creat pel 7è Cos de Dàlmata del Nord RSK i es va desplegar inicialment a l'àrea de Bosansko Grahovo com a unitat de 500 efectius a finals de 1994. L'àrea es va reforçar addicionalment després de l'operació Leap 2 de l'HV el juny de 1995, utilitzant tres brigades VRS desplegades a Bosansko Grahovo i Glamoč. Les unitats desplegades pel VRS van ser reforçades per pelotons i companyies transferides de set brigades del 1r Cos de Krajina del VRS i de tres brigades del Cos de Bòsnia Oriental del VRS.
| Cos         | Unitat                                                                            | Nota                              |
| ----------- | --------------------------------------------------------------------------------- | --------------------------------- |
| Cos dividit | 7a Brigada de la Guàrdia                                                          | De cara a Bosansko Grahovo        |
| Cos dividit | 1 companyia de la 114 Brigada d'Infanteria                                        | De cara a Bosansko Grahovo        |
| Cos dividit | 81è Batalló de la Guàrdia                                                         | A la zona de la muntanya de Šator |
| Cos dividit | 3r Batalló de la 1a Brigada de la Guàrdia                                         | A la zona de la muntanya de Šator |
| Cos dividit | elements de la 1a Brigada de la Guàrdia Croata                                    | A la zona de la muntanya de Šator |
| Cos dividit | Policia especial del Ministeri de l'Interior d'Herzeg-Bòsnia                      | A la zona de la muntanya de Šator |
| Cos dividit | 2a Brigada de la Guàrdia, reforçada per la companyia de forces especials Gavran-2 | De cara a Glamoč, força de l'HVO  |
| Cos dividit | 3a Brigada de Guàrdia                                                             | De cara a Glamoč, força de l'HVO  |
| Cos dividit | 60è Batalló Aerotransportat de la Guàrdia                                         | De cara a Glamoč, força de l'HVO  |
| Cos dividit | 22è Destacament de Sabotatge                                                      | De cara a Glamoč, força de l'HVO  |
| Cos dividit | 4a Brigada de la Guàrdia                                                          | Mantingut en reserva              |
| Cos dividit | 2n Batalló de la 9a Brigada de la Guàrdia                                         | Mantingut en reserva              |
| Cos dividit | 1r Batalló de la 1a Brigada de la Guàrdia                                         | Mantingut en reserva              |
| Cos dividit | Companyia de Reconeixement-Sabotatge de l'Estat Major d'HV                        | Mantingut en reserva              |

| Cos               | Unitat                                    | Nota                          |
| ----------------- | ----------------------------------------- | ----------------------------- |
| 2n Cos de Krajina | 3a Brigada d'Infanteria Lleugera Petrovac | A la zona de Bosansko Grahovo |
| 2n Cos de Krajina | 9a Brigada d'Infanteria Lleugera Grahovo  | A la zona de Bosansko Grahovo |
| 2n Cos de Krajina | Grup de batalla RSK Vijuga                | A la zona de Bosansko Grahovo |
| 2n Cos de Krajina | 3a Brigada d'Infanteria Sèrbia            | A la zona de Glamoč           |
| 2n Cos de Krajina | 5a Brigada d'Infanteria Lleugera Glamoč   | A la zona de Glamoč           |
| 2n Cos de Krajina | 7a Brigada motoritzada Kupres-Šipovo      | A la zona de Glamoč           |

## Cronologia de l'operació
A principis del juliol de 1995, els serbis de BiH van prendre la iniciativa a les zones de les "zones protegides" de l'ONU, amb la intenció de dominar definitivament les zones de Srebrenica, Žepče, Goražde i Bihać. Així, Srebrenica va caure en mans dels serbis l'11 de juliol de 1995, després de la qual cosa el món va veure un èxode sense precedents i l'horrible genocidi de més de 8.000 bosníacs. Va ser la pitjor matança a Europa després de la Segona Guerra Mundial. L'ordre d'aquest crim va ser donada per Radovan Karadžić i Ratko Mladić, que en la seva eufòria criminal van debilitar les seves altres línies de front. Poc després de Srebrenica, Žepa també cau, i els serbis es dirigeixen a l'atac a Bihać i l'enclavament de Bihać, que va ser llançat el 19 de juliol de 1995 per forces fortes de la VRS (2n Cos de Krajina) amb la intenció de prendre control d'aquest enclavament i gairebé 200.000 persones l'han trobat des de 1992.
L'operació Estiu '95 va començar a les 05:00 del 25 de juliol. La 7a Brigada de la Guàrdia HV va avançar cap al nord-oest per la carretera Livno  – Bosansko Grahovo cap a la ciutat de Bosansko Grahovo — l'objectiu principal de l'ofensiva. Una companyia composta extreta de la 114a Brigada d'Infanteria HV va atacar les posicions del VRS al flanc dret de l'avanç. La 7a Brigada de la Guàrdia va aconseguir avançar uns 2 km, però va haver de suspendre els seus esforços perquè la companyia de la 114a Brigada no va poder derrotar les defenses atrinxerades de la VRS a Marino Brdo per cobrir el flanc dret de la 7a Brigada. Les defenses del VRS estaven ben preparades al llarg de la primera línia atacada per l'HV i l'HVO. La zona de Bosansko Grahovo estava especialment ben preparada per a la defensa — es van construir fortificacions, refugis i trinxeres cobertes per establir una defensa en profunditat, amb obstacles, inclosos camps de mines, entre ells.
El mateix dia, la força HV/HVO que avançava cap a Glamoč — secundari de — ofensiva— també va trobar una forta resistència de les tropes del VRS. El 81è Batalló de Guàrdies HV avançant cap al sud-est des de la muntanya Šator fins a la part posterior de Glamoč va trencar les defenses de la 3a Brigada Sèrbia del VRS. No obstant això, va aturar la seva empenta després de menys de 2 km perquè el seu flanc dret es va posar en perill quan les unitats HV i HVO a la seva dreta van ser frenades per la decidida defensa del VRS. La 1a Brigada de la Guàrdia Croata ( 1. hrvatski gardijski zdrug - HGZ), la policia especial croata bosnia i el 3r Batalló de la 1a Brigada de la Guàrdia van ser bloquejats per la VRS que tenia una posició fortificada al cim d'una muntanya entre la muntanya Šator i Glamoč. La 2a i 3a Brigades de Guàrdia de l'HVO que van atacar la 5a Brigada de Glamoč del VRS al sud-oest de Glamoč van avançar poc. El 60è Batalló Aerotransportat de la Guàrdia de l'HVO i el 22è Destacament de Sabotatge van atacar al turó Kujača, al sud-est de Glamoč, però també van obtenir guanys marginals.
El segon dia de l'operació, el 1r Cos de Guàrdies HV i el 3r Batalló de la 1a Brigada de Guàrdia van flanquejar la posició de la muntanya del VRS entre la muntanya Šator i Glamoč que els havia bloquejat el dia anterior, permetent al 81è Batalló de Guàrdies HV avançar 5 Km i des de l'amenaça de subministrament del VRS fins al nord de Glamoč. Per assegurar els terrenys elevats al sud de Glamoč, Gotovina va alliberar de la reserva el 1r Batalló de la 1a Brigada de la Guàrdia HV, amb el suport d'una unitat antiterrorista del 72è Batalló de Policia Militar d'HV, i els va utilitzar per atacar posicions del VRS als 1,58 m  Muntanya Vrhovi. Les unitats de l'HVO van continuar el seu atac cap a Glamoč, aconseguint poc progrés. La 2a Brigada de Guàrdies de l'HVO només va avançar 1 km  cap a Glamoč. Al final del seu segon dia, l'Operació Estiu '95 patia retards.
El 27 de juliol, Gotovina va reforçar l'eix Bosansko Grahovo desplegant la 4a Brigada de la Guàrdia al flanc dret. La brigada va trencar la defensa del VRS al seu sector, avançant uns 10 Km i arribant a 5 Km de Bosansko Grahovo. Els avenços a la zona de Glamoč encara s'estaven aconseguint lentament. La Força Aèria Croata va participar en l'atac el mateix dia, utilitzant dos MiG-21 per dur a terme atacs aeris dissenyats per interrompre la xarxa de carreteres al voltant de Glamoč, violant una zona d'exclusió aèria imposada per l'ONU i aplicada per l'OTAN com a Operació Deny Flight.
La 4a i 7a Brigades de la Guàrdia HV van derrotar les defenses del VRS al voltant de Bosansko Grahovo el 28 de juliol, i les dues brigades d'HV van capturar la ciutat aquell dia. Al mateix temps, el 81è Batalló de Guàrdies HV i el 1r HGZ, recolzats per la policia especial, es van traslladar al nord de Glamoč, arribant als seus afores i tallant la ruta principal entre la ciutat i la resta del territori controlat pels serbis de Bòsnia. Després que l'HV amenacés les posicions de la VRS a Glamoč des de la seva rereguarda, la defensa de la ciutat va quedar menys decidida i la 2a Brigada de la Guàrdia de l'HVO, el 60è Batalló Aerotransportat de la Guàrdia i el 22è Destacament de Sabotatge van trencar les defenses de la VRS. Les tropes de l'HVO que atacaven des del sud van capturar Glamoč el 29 de juliol.

## Conseqüències
Gotovina va valorar la resistència de la VRS a les unitats de l'HV i de l'HVO al principi de la batalla com a ferotge, mentre que els antics oficials de l'RSK van dir que la resistència general de la VRS i el grup de combat RSK a l'àrea de Bosansko Grahovo no era gran. De les forces HV/HVO atacants, 18 homes van morir en acció i 155 van resultar ferits. Aproximadament 1,600 quilometres quadrats (620 milles quadrades) de territori van canviar de mans i la carretera Knin –  Drvar, vital per a l'aprovisionament de la RSK, va ser interceptada. L'ofensiva va desplaçar entre 12.000 i 14.000 refugiats serbis que van fugir cap a Banja Luka.
El 30 de juliol, la RSK va declarar l'estat de guerra i el president de la RSK, Milan Martić, va declarar que els guanys territorials croats aviat es revertirien en cooperació amb la VRS. El comandant suprem de la VRS, el coronel general Ratko Mladić, va visitar Knin el mateix dia, prometent també restaurar el territori perdut aquell mes. Tanmateix, l'exèrcit de la RSK va concloure que la VRS no tenia cap unitat a Bòsnia occidental capaç d'atacar. Les anàlisis de l'exèrcit de la RSK van mostrar que l'HV havia salvat la butxaca de Bihać per segona vegada i que es preparava per atacar la RSK en diversos punts. Després de l'ofensiva, les autoritats de RSK van informar de la por i del pànic entre la població per la convicció que l'RSK no podia defensar-se de l'HV. El 2 d'agost, les autoritats de defensa civil de RSK van ordenar la preparació per a l'evacuació de la RSK, i el primer ministre de RSK, Milan Babić, va demanar als ministres del govern que es preparessin per traslladar-se a Donji Lapac. Dones i nens van començar a evacuar cap a la República Federal de Iugoslàvia, mentre que una mobilització de l'exèrcit de la RSK es va completar en gran part el 3 d'agost.
L'operació Estiu '95 no va aconseguir el seu objectiu d'alleujar Bihać allunyant forces RSK substancials i el VRS de la ciutat per contenir l'avanç de l'HV/HVO. La 2a Brigada de Guàrdies RSK va rebre l'ordre de traslladar-se de Bihać a Bosansko Grahovo, i va romandre a l'àrea de Knin fins a l'inici de la següent ofensiva HV, l'Operació Tempesta, el 4 d'agost. La captura de Bosansko Grahovo i Glamoč per part de l'HV i l'HVO, la seva consecució de posicions favorables per atacar Knin i una mobilització a gran escala de HV en preparació per a l'Operació Tempesta van fer que l'RSK desviés el seu focus de Bihać. El 30 de juliol, els líders civils i militars de RSK, Milan Martić i el general Mile Mrkšić, es van reunir amb un representant personal del secretari general de les Nacions Unides, Yasushi Akashi, i van acordar un pla per retirar-se de Bihać per evitar l'esperada ofensiva croata. Dies després, l'àrea capturada a l'Operació Estiu '95 va ser utilitzada com a àrea d'escena per a l'avanç de la 4a i 7a Brigades de la Guàrdia cap a Knin a l'Operació Tempesta. El 2n Cos de Krajina del VRS va intentar recuperar Bosansko Grahovo la nit de l'11  –  12 d'agost. El seu avanç des de la direcció de Drvar va trencar la infanteria de reserva de l'HV esquerra per guarnir la zona i va arribar als afores de la ciutat, però va ser rebutjat per dos batallons de la Guàrdia HV.